# Crossgate (Kentucky)
Crossgate es una ciudad ubicada en el condado de Jefferson en el estado estadounidense de Kentucky. En el Censo de 2010 tenía una población de 225 habitantes y una densidad poblacional de 1.703,39 personas por km².

## Geografía
Crossgate se encuentra ubicada en las coordenadas 38°16′45″N 85°37′47″O / 38.27917, -85.62972. Según la Oficina del Censo de los Estados Unidos, Crossgate tiene una superficie total de 0.13 km², de la cual 0.13 km² corresponden a tierra firme y (0%) 0 km² es agua.

## Demografía
Según el censo de 2010, había 225 personas residiendo en Crossgate. La densidad de población era de 1.703,39 hab./km². De los 225 habitantes, Crossgate estaba compuesto por el 92.44% blancos, el 2.22% eran afroamericanos, el 0% eran amerindios, el 5.33% eran asiáticos, el 0% eran isleños del Pacífico, el 0% eran de otras razas y el 0% pertenecían a dos o más razas. Del total de la población el 1.78% eran hispanos o latinos de cualquier raza.